# Skočić
Skočić (cyr. Скочић) – wieś w Bośni i Hercegowinie, w Republice Serbskiej, w mieście Zvornik. W 2013 roku liczyła 196 mieszkańców.